# Clytra valeriana
Clytra valeriana là một loài bọ cánh cứng trong họ Chrysomelidae. Loài này được Ménétries miêu tả khoa học năm 1832.